# Nicolaas Antoon Bosch
Nicolaas Antoon Bosch (Maastricht, 25 juli 1797 – 4 maart 1857) was een Nederlands koopman en ondernemer. Hij was onder meer groothandelaar in koloniale waren, bierbrouwer, jeneverstoker, zoutzieder, kaarsenfabrikant en aardewerkproducent.

## Levensloop
Nicolaas Antoon Bosch was een zoon van koopman Joannes Bosch en Thérèse Jeukens. Via zijn moeder kon hij de winkel in koloniale waren overnemen, waar hij van kinds af aan in werkte. Op 6 april 1820 trouwde hij met Maria Antoinetta Vlieckx, die uit een welgestelde familie stamde. Het echtpaar kreeg vijf kinderen die de volwassenheid bereikten. In 1827 verkreeg Bosch via de vader van zijn echtgenote het eigendom van brouwerij De Keyzer, gelegen op het adres Rechtstraat 61 (huidige nummering) te Wyck-Maastricht, met achterliggende erven, opstallen en tuinen die toegankelijk waren vanaf de Wycker Grachtstraat. Nicolaas Bosch nam direct de leiding over in de brouwerij. Maastricht telde in dat jaar ongeveer veertig grote en kleine brouwerijen. De Keyzer kon gezien worden als een middelgroot bedrijf, maar bij het overlijden van Bosch was het in Maastricht de grootste.

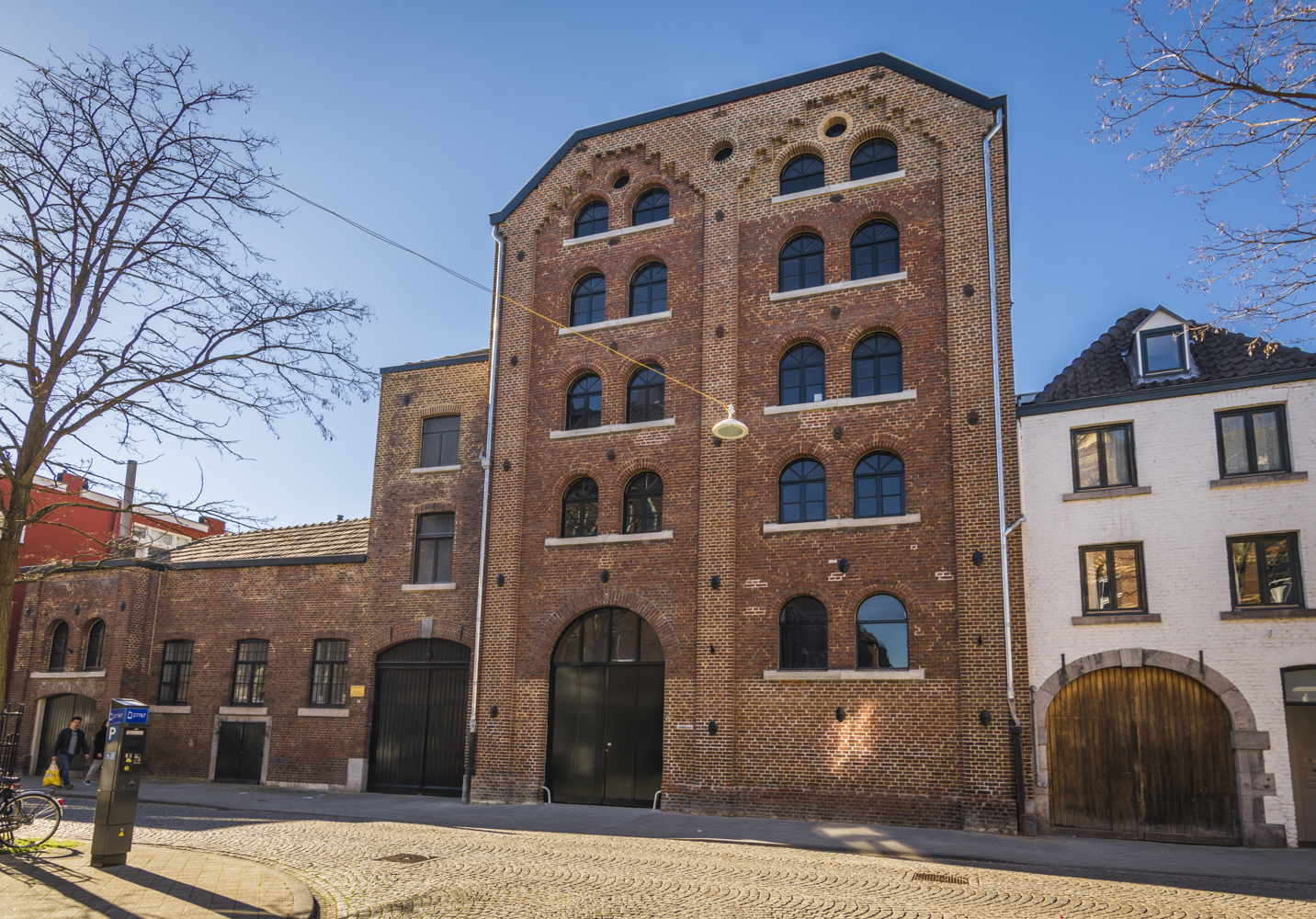
Brouwerij De Keyzer aan de Wycker Grachtstraat

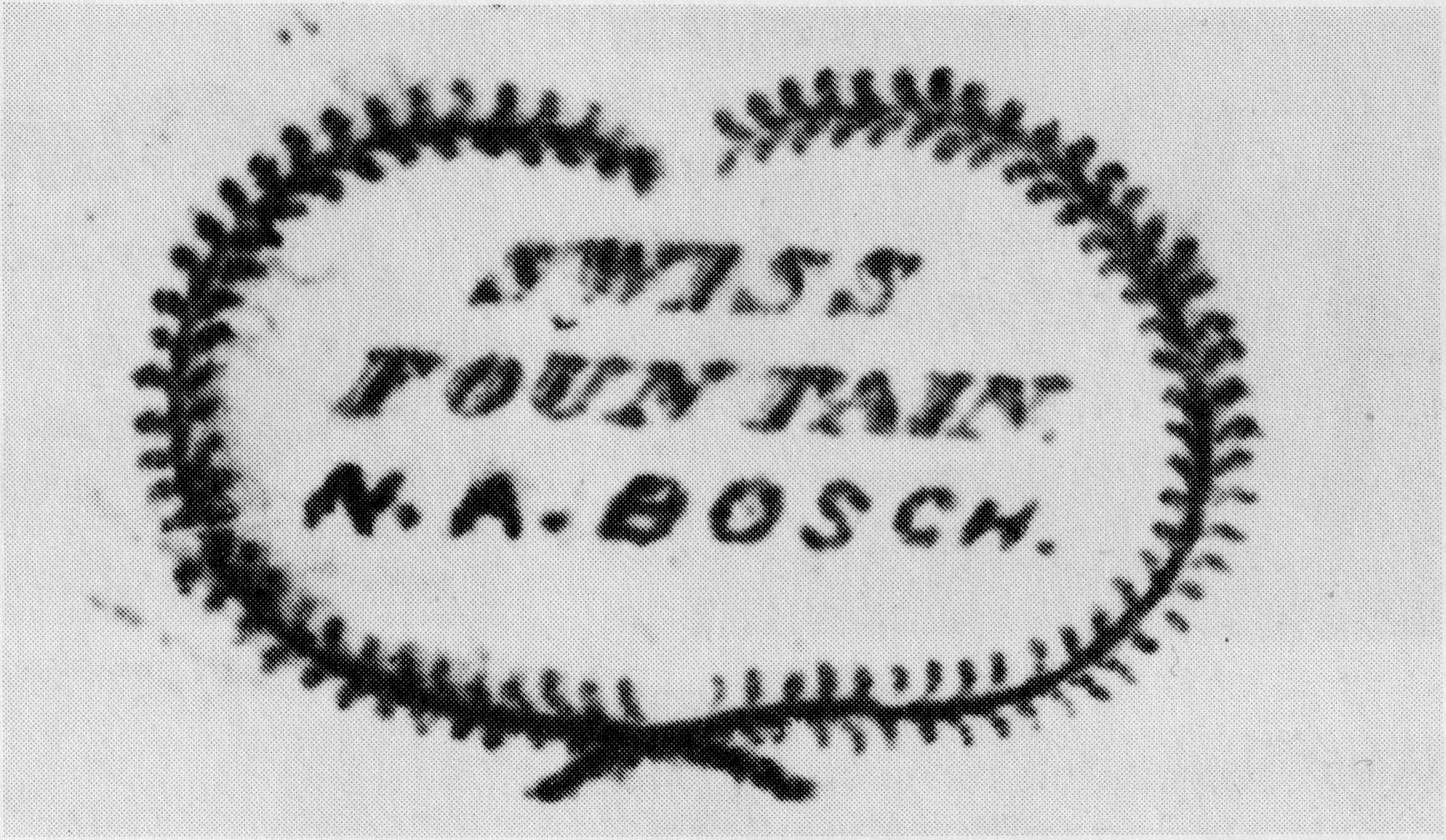
Merkteken aardewerkfabriek N.A. Bosch

Bosch zette tot aan zijn dood de groothandel in koloniale waren voort, waar een groot deel van het familievermogen van afkomstig was. Naast het koopmanschap en brouwersambacht ondernam hij als ondernemer diverse andere activiteiten. Zo werd de jeneverstokerij een belangrijke nevenactiviteit. In 1844 vroeg hij om "autorisatie tot verplaatsing ener fabriek van KunstAzijn". Een azijnfabriek was een economische aanvulling op de bierbrouwerij, waar verzuurd bier (hetgeen in die tijd regelmatig voorkwam) tot azijn werd verwerkt. Verder exploiteerde hij een steengroeve in Visé. Daarnaast beheerde hij het kruitmagazijn van het Maastrichtse garnizoen in de Bourgognestraat.
Samen met Wijnand Nicolaas Clermont (1802-1879), eveneens ondernemer in Maastricht, begon hij in 1835 een zoutziederij annex zeepfabriek. Het bedrijf was gevestigd in en achter de Poort van Beusdael, op de hoek van de Hoogbrugstraat en de Ruiterij. Een deel van het complex, dat volgens de kadasterkaart van 1842 eigendom was van Bosch & Clermont, verhuurden ze waarschijnlijk aan de gebroeders Cartisser, die hier een glazeniersatelier vestigden. Achter het pand zijn op de kaart werkplaatsen te zien, die als zoutziederij zijn aangeduid. Mogelijk hield de oprichting van een kaarsenfabriek verband hiermee, aangezien de vervaardiging van vetkaarsen en zeep met elkaar verwant waren. Bij de bereiding van zeep waren tevens grote hoeveelheden zout nodig, vandaar dat zeep- en zoutziederij eveneens hand in hand gingen.
Op 9 juli 1852 werd een verzoek ingediend bij de Provinciale Raad van Limburg "om te Maastricht eene aardewerkfabrik op te rigten". Reden hiervoor was waarschijnlijk het grote succes van de in 1836 opgerichte aardewerkfabriek van Petrus Regout. De aardewerkfabriek werd gevestigd achter het woonhuis van Bosch in Wyck. Zijn compagnon Clermont was al in 1851 een aardewerkfabriek begonnen (de latere Société Céramique) op een terrein aan de Maas ten zuiden van de Hoogbrugstraat. De fabriek van Bosch draaide aanvankelijk goed; al na enkele jaren produceerde hij met 131 arbeiders meer dan Clermont & Chainaye, die twee jaar eerder waren begonnen, met circa 200 arbeiders. Bosch benaderde de docent Verver van het Koninklijk Atheneum om te onderzoeken of het gasverbruik bij de productie kon worden verminderd. Verver ontwikkelde daarvoor een apparaat, waarvoor octrooi werd aangevraagd. Na de dood van Bosch in 1857 verminderden de resultaten. Een grote brand dwong de erfgenamen in 1866 het bedrijf te sluiten, na slechts dertien jaar in productie te zijn geweest.

## Nalatenschap
Van de bedrijven van Nicolaas Bosch heeft de stoombierbrouwerij De Keyzer het langst bestaan (tot 1970). De gebouwen en installaties worden sinds 2000 beheerd door Stichting Stoombierbrouwerij De Keyzer, N.A. Bosch en zijn voor het publiek opengesteld.
Aardewerk van N.A. Bosch is vrij zeldzaam en een verzamelobject voor liefhebbers van Maastrichts aardewerk.
In de Maastrichtse woonwijk Céramique, gebouwd op het terrein van de gelijknamige aardewerkfabriek, is sinds 2005 een straat genoemd naar Nicolaas Bosch, de Boschcour, nadat in 1993 al een straat was genoemd naar zijn zakencompagnon, de Clermontlunet.